# Stagmatophora heydeniella
Stagmatophora heydeniella is een vlinder uit de familie prachtmotten (Cosmopterigidae). De wetenschappelijke naam is voor het eerst geldig gepubliceerd in 1838 door Fischer von Roslerstamm.
De soort komt voor in Europa.